# Riječka kruna
Riječka kruna (tal. corona Fiumana, kratica Cor. ili FIUK), nazivana još i CF kruna (Città di Fiume), uvedena je 18. travnja 1919. žigosanjem prethodne austro-ugarske krune prema odluci Talijanskog nacionalnog vijeća Rijeke koje je ostvarivalo vlast u gradu. 
Nakon što je Gabriele D'Annunzio sa svojim postrojbama 1919. godine zaposjeo grad i proglasio talijansku regenciju Kvarnera žigosana je nova serija novčanica u ime Istituto di Credito del Consiglio Nazionale prema dekretu od 6. listopada 1919. Riječka kruna je službena valuta grada Rijeke do 26. rujna 1920. kada je, po nalogu generala Amantea, zapovjednika talijanske vojske u Rijeci, talijanska lira uvedena kao novi službena valuta.
U optjecaju su bile novčanice od 1, 2, 10, 20, 25, 50, 100, 200, 1000 i 10.000 kruna.
Kruna je ostala u optjecaju sve do aneksije Rijeke Italiji u veljači 1924. Kraljevski dekret br. 235 od 24. veljače 1924. odredio je za završni nadnevak zamjene 30. travnja 1924., i to u omjeru 0,40 talijanske lire za jednu riječku krunu.

## Tečaj
U studenom 1919., jedna riječka kruna je vrijedila 3 jugoslavenske krune ili 0,40 talijanske lire. Na crnom tržištu, jedna riječka kruna se prodavala za 0,21 lira.